# Capanemia
Capanemia – rodzaj roślin z rodziny storczykowatych (Orchidaceae). Obejmuje 8 gatunków występujących w Ameryce Południowej w Argentynie, Boliwii, Brazylii, Paragwaju, Urugwaju.

## Systematyka
Rodzaj sklasyfikowany do podplemienia Oncidiinae w plemieniu Cymbidieae, podrodzina epidendronowe (Epidendroideae), rodzina storczykowate (Orchidaceae), rząd szparagowce (Asparagales) w obrębie roślin jednoliściennych.
Wykaz gatunków
- Capanemia adelaidae Porto & Brade
- Capanemia brachycion (Griseb.) Schltr.
- Capanemia carinata Barb.Rodr.
- Capanemia gehrtii Hoehne
- Capanemia micromera Barb.Rodr.
- Capanemia paranaensis Schltr.
- Capanemia superflua (Rchb.f.) Garay
- Capanemia theresae Barb.Rodr.